# 사이코뮤
사이코뮤(영어: Psycommu, 일본어: サイコミュ)는 애니메이션 작품 《건담 시리즈》 중 우주세기를 무대로 하는 작품군에 등장하는 가공의 제어기구의 명칭이다. 뉴타입이 발산하는 특수한 뇌파인 "감응파(사이코 웨이브)"를 이용해 기체 내외의 장치를 제어하는 시스템이다.

## 같이 보기
- 우주세기
- 뉴타입